# Люрей (Міссурі)
Люрей (англ. Luray) — селище (англ. village) в США, в окрузі Кларк штату Міссурі. Населення — 73 особи (2020).

## Географія
Люрей розташований за координатами 40°27′8″ пн. ш. 91°53′3″ зх. д. / 40.45222° пн. ш. 91.88417° зх. д. (40.452340, -91.884117).  За даними Бюро перепису населення США в 2010 році селище мало площу 0,52 км², уся площа — суходіл.

## Демографія
Згідно з переписом 2010 року, у селищі мешкало 99 осіб у 37 домогосподарствах у складі 22 родин. Густота населення становила 189 осіб/км².  Було 39 помешкань (75/км²).
Расовий склад населення:
| - 99,0 % — білих - 1,0 % — чорних або афроамериканців |

До двох чи більше рас належало 0,0 %. Частка іспаномовних становила 0,0 % від усіх жителів.
За віковим діапазоном населення розподілялося таким чином: 33,3 % — особи молодші 18 років, 57,6 % — особи у віці 18—64 років, 9,1 % — особи у віці 65 років та старші. Медіана віку мешканця становила 35,1 року. На 100 осіб жіночої статі у селищі припадало 120,0 чоловіків;  на 100 жінок у віці від 18 років та старших — 112,9 чоловіків також старших 18 років.
Середній дохід на одне домашнє господарство  становив 34 731 долар США (медіана — 28 750), а середній дохід на одну сім'ю — 44 395 доларів (медіана — 30 000). За межею бідності перебувало 9,8 % осіб, у тому числі 0,0 % дітей у віці до 18 років та 0,0 % осіб у віці 65 років та старших.
Цивільне працевлаштоване населення становило 22 особи. Основні галузі зайнятості: виробництво — 40,9 %, сільське господарство, лісництво, риболовля — 22,7 %, інформація — 13,6 %, освіта, охорона здоров'я та соціальна допомога — 9,1 %.